# Măieruș (gmina)
Măieruș – gmina w Rumunii, w okręgu Braszów. Obejmuje miejscowości Arini i Măieruș. W 2011 roku liczyła 2920 mieszkańców. 